# Bella Szwarcman-Czarnota
Bella Szwarcman-Czarnota (ur. 1 września 1945 w Ferganie) – pisarka, publicystka, redaktorka, tłumaczka i filozofka. Znawczyni tematyki kobiet żydowskich. Siostra Doroty.

## Życiorys
Absolwentka Wydziału Filozofii Uniwersytetu Warszawskiego i Studium Podyplomowego dla Tłumaczy Języka Francuskiego. Tłumaczy z języka francuskiego, rosyjskiego i jidysz. Była wieloletnią redaktorką Państwowego Wydawnictwa Naukowego w redakcji filozofii. Następnie pracowała w Archiwum Żydowskiego Instytutu Historycznego oraz była sekretarzem redakcji Biuletynu Żydowskiego Instytutu Historycznego. Do 2019 była redaktorką i felietonistką czasopisma „Midrasz”.
Wspólnie z córką Różą Ziątek-Czarnotą i siostrą Dorotą Szwarcman opublikowały śpiewnik rodzinny W poszukiwaniu złotego jabłka. Jest także współautorką materiałów pomocniczych dla nauczycieli programu „Przywróćmy Pamięć” realizowanego przez Fundację Ochrony Dziedzictwa Żydowskiego.
Stypendystka Urzędu M.St. Warszawa 2010, stypendystka nowojorskiego YIVO 2011. Laureatka nagrody im. ks. Stanisława Musiała za rok 2016, przyznawaną osobom zasłużonym dla dialogu chrześcijańsko- i polsko-żydowskiego. Laureatka Nagrody im. Jana Karskiego i Poli Nireńskiej 2018.

## Twórczość

### Prace własne
- 2016: W poszukiwaniu złotego jabłka (wspólnie z Różą Ziątek-Czarnotą i Dorotą Szwarcman) oraz płyta CD pod tym samym tytułem, Austeria
- 2014: Księga kobiet – kobiety Księgi, Wydawnictwo M
- 2010: Cenniejsze niż perły. Portrety kobiet żydowskich, Austeria
- 2009: Znalazłam wczorajszy dzień. Moja osobista tradycja żydowska, Homini
- 2006: Mocą przepasały swe biodra. Portrety kobiet żydowskich, Fundacja im. M. Schorra

### Tłumaczenia
- 2023: Lamed Szapiro, Wylej swój gniew, Warsztaty Kultury w Lublinie[5]
- 2021: Lejb Zylberberg, Żyd z Klimontowa opowiada..., Żydowski Instytut HIstoryczny im, Emanuela Ringelbluma
- 2021: Kadia Mołodowska, Spadek po pradziadku. Opowieść, z własnym wprowadzeniem i opracowaniem, PWN
- 2019: Icchok Lejbusz Perec, Martwe miasto i inne opowiadania, Austeria
- 2019: Szolem Alejchem, Scyzoryk, Austeria
- 2018: przekłady wierszy w: Moja dzika koza. Antologia poetek jidysz, Austeria
- 2018: opowiadania Jeszai Szpigla, Jozefa Okrutnego w: Nowe życie. Antologia literatury jidysz w powojennej Łodzi (1945 –1949)
- 2016: Marc-Alain Ouaknin, Dziesięć przykazań, Żydowski Instytut Historyczny im. Emanuela Ringelbluma
- 2015/2016 Rejzl Żychlińska, Wiersze. Przekład i wybór w: Etnografia Nowa
- 2015: Sygmunt Stein, Moja wojna w Hiszpanii, Wydawnictwo Literackie
- 2014: Eliezer Sztejnbarg, Żydowskie bajki z Czerniowców, Austeria
- 2013: Menachem Kipnis, Rabin bez głowy, Austeria
- 2012: Eliezer Sztejnbarg, Jak ptaszki studiowały Torę, Austeria
- 2011: Jechiel Rajchman, Ocalałem z Treblinki. Wspomnienia 1942–1943, Czytelnik
- 2009: Robert Muchembled, Dzieje diabła, Oficyna Naukowa
- 2008: Emil Draitser, Wesele w Brighton Beach i inne opowiadania, Stowarzyszenie Midrasz
- 2007: Anne Muratori-Philip, Stanisław Leszczyński. Król-tułacz, Świat Książki
- 2006: Romain Sardou, Okruchy Boga, Świat Książki
- 2005: Grigorij Kanowicz, Park niepotrzebnych Żydów, Pogranicze
- 2004: Claude Dufresne, Pani Walewska, Świąt Książki
- 2004: Jacques Le Goff, Historia Europy dla dzieci, Świat Książki
- 2003: Georges Bordonove, Joanna d’Arc, Świat Książki
- 2002: Mireille Calmel, Noce królowej, Świat Książki
- 1998: Aleksander Korżakow, Borys Jelcyn: od świtu do zmierzchu, Rytm
- 1997: Marie-Jo Bonnet, Związki miłosne między kobietami od XVI do XX wieku, SiC!
- 1997: Marguerite Duras, Chory na śmierć – La maladie de la mort, wab
- 1997: Jean Bernard, Nadzieje medycyny, wab
- 1996: Phoolan Devi, Ja, Phoolan Devi, królowa bandytów, Tenten
- 1996: Philippe Aries, Czas historii, Marabut/wolumen
- 1996: Gaston Leroux, Człowiek, który wraca z daleka, Rytm
- 1996: Georges Vigarello, Czystość i brud: higiena ciała od średniowiecza do XX wieku
- 1995: Anne de Kervasdoue, 28 dni z życia kobiety. Od pokwitania do menopauzy, wab
- 1994: Juliette Benzoni, Katarzyna, BIS
- 1994: Jean Genet, Cud róży, Tenten
- 1994: Francois Brune, Umarli mówią, Adam
- 1993: Van Hamme, Largo Winch i kobieta-Cyklop, Orbita
- 1993: Guy Le Cars, Smak zemsty, Temark
- 1992: Lucien Levy-Bruhl, Czynności umysłowe w społeczeństwach pierwotnych, PWN
- 1992: Thierry Jonquet, Bestia i piękna, Orbita
- 1992: Bernard Noel, Zamek Ostatniej Wieczerzy oraz Zamek Poza; Obraza słów; Pornografia
- 1991: Van Hamme, Largo Winch i Grupa W, Orbita
- 1990: Francoise Thom, Drewniany język cdn (wydawnictwo podziemne)
- 1988: Aleksandr Zinowjew, Gorbaczowizm, czyli Rządy iluzji, cdn (wydawnictwo podziemne)

### Wywiady z Bellą Szwarcman-Czarnotą
- 2011: Agnieszka Drotkiewicz, Jeszcze dzisiaj nie usiadłam, Czarne
- 2008: Ważne było żywe słowo w: Pamięć wędrówki. Wędrówka pamięci (rozmawiała Ewa Koźmińska-Frejlak), pod red. Anny Lipowskiej-Teutsch i Ewy Ryłko, Towarzystwo Interwencji Kryzysowej, Kraków

### Teksty w pracach zbiorowych
- 2020: Music as a Paper Bridge between Generations before and after the Holocaust in: Polin: Studies in Polish Jewry, vol.32
- 2017: Der Erste Weltkrieg in der jiddischen Literatur in: „Maschine zur Brutalisierung der Welt”? Der Erste Weltkrieg – Deutungen und Haltungen 1914 bis heute, Westfaelisches Dampfboot
- 2016: Jewish Jews on Tuwim in: Polin: Studies in Polish Jewry, vol.28
- 2015/2016: Rejzl z Gąbina. O poezji Rejzl Żychlinskiej w: „Etnografia Nowa”. Muzeum Etnograficzne w Warszawie
- 2015: Żydowski dwugłos o Tuwimie, wraz z przekładem tekstów Abrahama Gołomba i Iczego Goldberga w: Żydowskie konteksty twórczości Juliana Tuwima, red. Monika Adamczyk-Garbowska, Wydawnictwo UMCS
- 2012: Żydzi w Zamościu i na Zamojszczyźnie. Historia – kultura-literatura, Towarzystwo Naukowe Katolickiego Uniwersytetu Lubelskiego Jana Pawła II
- 2012: Ten świat a Tamten Świat w: Anioły i diabły. Zaczarowana Lubelszczyzna, Brama Grodzka –Teatr NN
- 2011: Od żydowskich Żydów do polskich Żydów. Wstęp do archeologii rodzinnej w: Żydowski Polak – polski Żyd, pod red. Aliny Molisak i Zuzanny Kołodziejskiej, Elipsa
- 2010: Dylematy świeckiej tożsamości żydowskiej w dwujęzycznej poezji Ireny Klepfisz w: Nieme dusze? Kobiety w kulturze jidysz, pod red. Joanny Lisek, Wrocław
- 2010: Żona i córka Putyfara, żona i córka Józefa – kim były według tradycji żydowskiej w: Libris satiari nequeo: oto ksiąg jestem niesyty, Księga pamięci Ewy J. Głębickiej, red. Joanna Partyka i Ariadna Masłowska-Nowak, IBL PAN 2010
- 2008: W łańcuchu tradycji w: Pamięć wędrówki. Wędrówka pamięci, pod red. Anny Lipowskiej-Teutsch i Ewy Ryłko, Towarzystwo Interwencji Kryzysowej, Kraków 2008